# Веслування на байдарках і каное на Європейських іграх 2019
Змагання з веслування на байдарках і каное на Європейських іграх 2019 року пройшли у Мінську з 25 по 27 червня 2019 року в рамках других Європейських ігор.

## Кваліфікація
Передбачено квоти для 350 спортсменів, по 175 для чоловіків та жінок.
Кваліфікація пройшла на чемпіонаті Європи 2018 року в Белграді.

## Розклад
| З | Попередні запливи | ½ | Півфінали | Ф | Фінал |

| Дисципліна↓/Дата → | Вів 25 | Вів 25 | Сер 26 | Сер 26 | Чет 27 |
| ------------------ | ------ | ------ | ------ | ------ | ------ |
| К-1 200 м          |        |        | З      | ½      | Ф      |
| К-1 1000 м         | З      | ½      | Ф      | Ф      |        |
| К-2 1000 м         | З      | ½      | Ф      | Ф      |        |
| Б-1 200 м          |        |        | З      | ½      | Ф      |
| Б-1 1000 м         | З      | ½      | Ф      | Ф      |        |
| Б-1 5000 м         |        |        |        |        | Ф      |
| Б-2 1000 м         | З      | ½      | Ф      | Ф      |        |
| Б-4 500 м          | З      | ½      |        |        | Ф      |

| Дисципліна↓/Дата → | Вів 25 | Вів 25 | Сер 26 | Сер 26 | Чет 27 |
| ------------------ | ------ | ------ | ------ | ------ | ------ |
| К-1 200 м          |        |        | З      | ½      | Ф      |
| К-2 500 м          | З      | ½      |        |        | Ф      |
| Б-1 200 м          |        |        | З      | ½      | Ф      |
| Б-1 500 м          | З      | ½      |        |        | Ф      |
| Б-1 5000 м         |        |        |        |        | Ф      |
| Б-2 200 м          |        |        | З      | ½      | Ф      |
| Б-2 500 м          | З      | ½      | Ф      | Ф      |        |
| Б-4 500 м          | З      | ½      |        |        | Ф      |

## Медальний залік
*   Країна-господарка (  Білорусь)
| Місце               | Країна              | Золото | Срібло | Бронза | Загалом |
| ------------------- | ------------------- | ------ | ------ | ------ | ------- |
| 1                   | Білорусь*           | 5      | 2      | 3      | 10      |
| 2                   | Угорщина            | 4      | 5      | 0      | 9       |
| 3                   | Німеччина           | 1      | 3      | 2      | 6       |
| 4                   | Україна             | 1      | 2      | 0      | 3       |
| 5                   | Росія               | 1      | 1      | 4      | 6       |
| 6                   | Польща              | 1      | 0      | 3      | 4       |
| 7                   | Данія               | 1      | 0      | 1      | 2       |
| 8                   | Франція             | 1      | 0      | 0      | 1       |
| 8                   | Румунія             | 1      | 0      | 0      | 1       |
| 10                  | Португалія          | 0      | 2      | 0      | 2       |
| 11                  | Італія              | 0      | 1      | 0      | 1       |
| 12                  | Словаччина          | 0      | 0      | 2      | 2       |
| 13                  | Іспанія             | 0      | 0      | 1      | 1       |
| Загалом (13 збірні) | Загалом (13 збірні) | 16     | 16     | 16     | 48      |

## Результати

### Чоловіки
| Event      | Золото                                                                            | Срібло                                                                    | Бронза                                                                  |
| ---------- | --------------------------------------------------------------------------------- | ------------------------------------------------------------------------- | ----------------------------------------------------------------------- |
| К-1 200 м  | Артем Козирь · Білорусь                                                           | Ніколае Крачіун · Італія                                                  | Альфонсо Бенавідес · Іспанія                                            |
| К-1 1000 м | Томаш Качор · Польща                                                              | Кирило Шамшунін · Росія                                                   | Себастьян Брендель · Німеччина                                          |
| К-2 1000 м | Румунія (ROU) · Каталін Чиріла · Віктор Михалачі                                  | Україна (UKR) · Андрій Рибачок · Юрій Вандюк                              | Росія (RUS) · Ілля Первухін · Кирило Шамшунін                           |
| Б-1 200 м  | Максим Бомон · Франція                                                            | Балаж Біркаш · Угорщина                                                   | Дмитро Трацяков · Білорусь                                              |
| Б-1 1000 м | Балінт Копас · Угорщина                                                           | Фернандо Пімента · Португалія                                             | Олег Юреня · Білорусь                                                   |
| Б-1 5000 м | Балінт Копас · Угорщина                                                           | Фернандо Пімента · Португалія                                             | Макс Гофф · Німеччина                                                   |
| Б-2 1000 м | Німеччина (GER) · Макс Гофф · Якоб Шопф                                           | Україна (UKR) · Олег Кухарик · Олександр Сиромятников                     | Росія (RUS) · Роман Аношкін · Владислав Литовка                         |
| Б-4 500 м  | Росія (RUS) · Артем Кузахметович · Олександр Сергєєв · Олег Гусєв · Віталій Єршов | Німеччина (GER) · Макс Рендшмідт · Рональд Рауе · Том Лібшер · Макс Лемке | Словаччина (SVK) · Самуель Балаж · Ерік Влчек · Чаба Залка · Адам Ботек |

### Жінки
| Дисципліна | Золото                                                                     | Срібло                                                                                 | Бронза                                                                                  |
| ---------- | -------------------------------------------------------------------------- | -------------------------------------------------------------------------------------- | --------------------------------------------------------------------------------------- |
| К-1 200 м  | Олена Наздрова · Білорусь                                                  | Ліза Ян · Німеччина                                                                    | Дорота Боровська · Польща                                                               |
| К-2 500 м  | Угорщина (HUN) · Віраг Балла · Кінче Такач                                 | Білорусь (BLR) · Надія Макарченко · Ольга Клімова                                      | Росія (RUS) · Ксенія Курач · Олеся Ромасенко                                            |
| Б-1 200 м  | Емма Єргенсен · Данія                                                      | Данута Козак · Угорщина                                                                | Марта Вальчикевич · Польща                                                              |
| Б-1 500 м  | Ольга Худенко · Білорусь                                                   | Данута Козак · Угорщина                                                                | Емма Єргенсен · Данія                                                                   |
| Б-1 5000 м | Марина Литвинчук · Білорусь                                                | Дора Бодоньї · Угорщина                                                                | Маріана Петрушова · Словаччина                                                          |
| Б-2 200 м  | Україна (UKR) · Марія Повх · Людмила Кукліновська                          | Німеччина (GER) · Франціска Вебер · Тіна Дітце                                         | Білорусь (BLR) · Ольга Худенко · Марина Литвинчук                                       |
| Б-2 500 м  | Білорусь (BLR) · Ольга Худенко · Марина Литвинчук                          | Угорщина (HUN) · Анна Карас · Данута Козак                                             | Росія (RUS) · Анастасія Панченко · Кіра Степанова                                       |
| Б-4 500 м  | Угорщина (HUN) · Анна Карас · Данута Козак · Тамара Чіпеш · Еріка Медвецкі | Білорусь (BLR) · Маргарита Махньова · Надія Лепешко · Ольга Худенко · Марина Литвинчук | Польща (POL) · Кароліна Ная · Катажина Колодзєйчик · Анна Пулавська · Гелена Висневська |

## Країни-учасниці
Взяли участь 341 спортсмени з 37 країн:
- Вірменія (3)
- Австрія (2)
- Азербайджан (1)
- Білорусь (24)
- Бельгія (4)
- Боснія і Герцеговина (1)
- Болгарія (4)
- Хорватія (3)
- Чехія (14)
- Данія (7)
- Естонія (1)
- Фінляндія (3)
- Франція (22)
- Грузія (3)
- Німеччина (25)
- Велика Британія (4)
- Греція (3)
- Угорщина (29)
- Ірландія (2)
- Італія (16)
- Латвія (5)
- Литва (7)
- Молдова (5)
- Північна Македонія (1)
- Норвегія (6)
- Польща (22)
- Португалія (14)
- Румунія (13)
- Росія (20)
- Сербія (8)
- Словаччина (14)
- Словенія (2)
- Іспанія (24)
- Швеція (8)
- Швейцарія (1)
- Туреччина (3)
- Україна (17)